# Джон Джастін
Джон Джастін (англ. John Justin; 22 листопада 1917, Лондон — 29 листопада 2002) — британський актор кіно, телебачення і театру.
Народився в родині власника ранчо в Аргентині і дитинство провів на ранчо батька. Здобув освіту в школі Брайанстона, Дорсет. Під час Другої світової війни він працював в ВПС льотчиком-випробувачем та інструктором.
Був тричі одружений. Перша дружина — танцюристка і хореограф Пола Ніренська, друга — актриса Барбара Мюррей і третя — Алісон Мак-Мурдо. У нього були три дочки від другої дружини.

## Вибрана фільмографія
- 1940 — Багдадський злодій / The Thief of Bagdad
- 1952 — Звуковий бар'єр / The Sound Barrier
- 1956 — Сафарі / Safari